# Europas Grand Prix 2008
Europas Grand Prix 2008 var det tolfte av 17 lopp ingående i formel 1-VM 2008. Detta var det första F1-loppet som kördes på Circuito de Valencia i Spanien. 

## Rapport
I första startledet stod Felipe Massa i Ferrari och Lewis Hamilton i McLaren. Bakom dem följer Robert Kubica i BMW, Kimi Räikkönen i Ferrari, Heikki Kovalainen i McLaren och Sebastian Vettel i Toro Rosso.
Massa tog starten och kontrollerade sedan loppet ända in i mål. Segern var dock inte klar förrän domarna hade undersökt en incident i depån. Räikkönen, som inte hade något lyckat race, körde ur depån med bränsleslangen kvar i bilen varvid en mekaniker skadades. Strax efteråt drabbades Räikkönen av ett motorhaveri och tvingades bryta. Tvåa i loppet blev Hamilton som behöll ledningen i VM-tabellen och trea blev Kubica.

## Resultat
1. Felipe Massa, Ferrari, 10 poäng

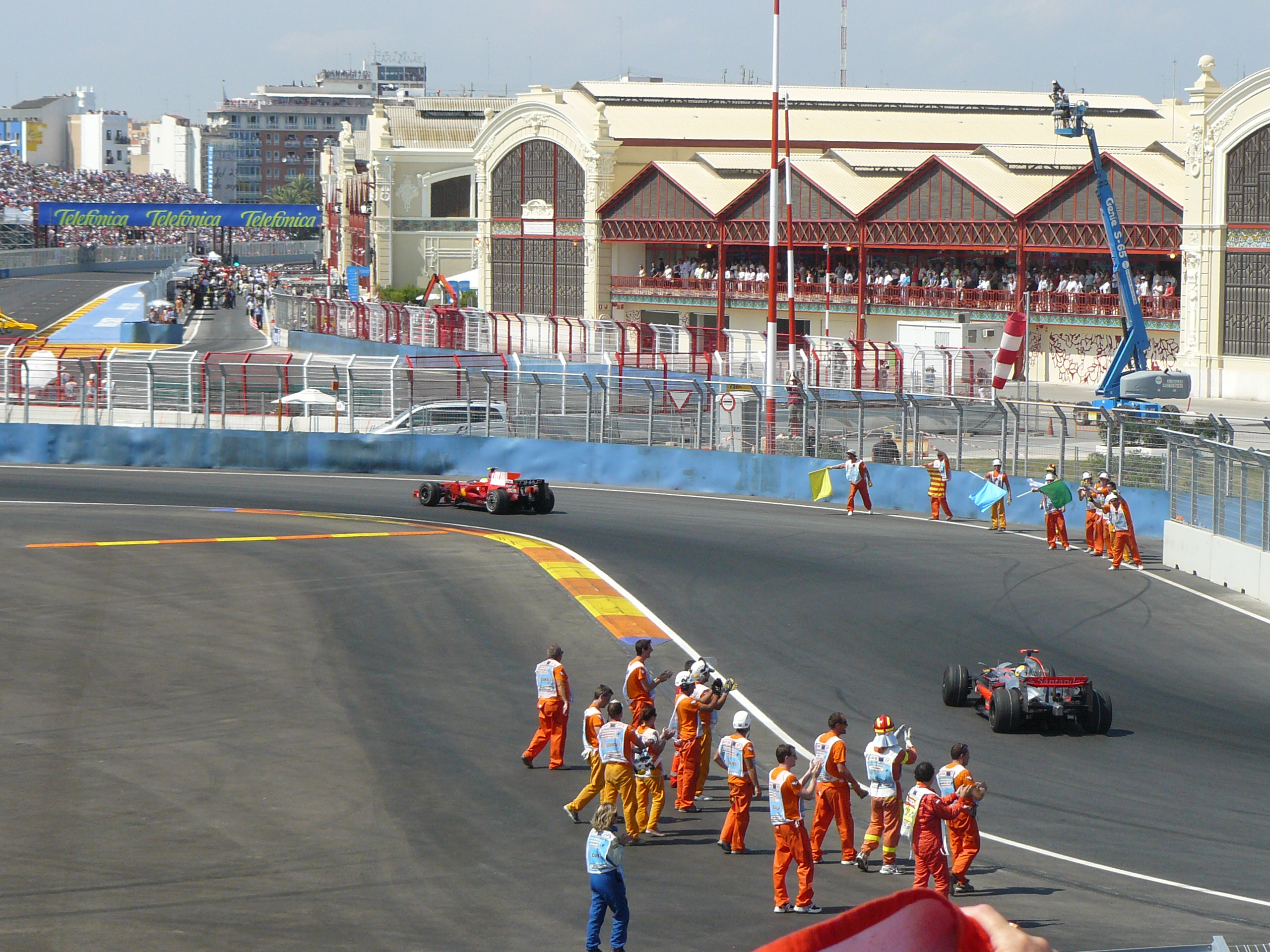
Felipe Massa och Lewis Hamilton efter målgång

2. Lewis Hamilton, McLaren-Mercedes, 8
3. Robert Kubica, BMW, 6
4. Heikki Kovalainen, McLaren-Mercedes, 5
5. Jarno Trulli, Toyota, 4
6. Sebastian Vettel, Toro Rosso-Ferrari, 3
7. Timo Glock, Toyota, 2
8. Nico Rosberg, Williams-Toyota, 1
9. Nick Heidfeld, BMW
10. Sébastien Bourdais, Toro Rosso-Ferrari
11. Nelsinho Piquet, Renault
12. Mark Webber, Red Bull-Renault
13. Jenson Button, Honda
14. Giancarlo Fisichella, Force India-Ferrari
15. Kazuki Nakajima, Williams-Toyota
16. Rubens Barrichello, Honda
17. David Coulthard, Red Bull-Renault

### Förare som bröt loppet
- Kimi Räikkönen, Ferrari (varv 45, motor)
- Adrian Sutil, Force India-Ferrari (41, olycka)
- Fernando Alonso, Renault (0, olycksskada)